# Mourjou
Mourjou – miejscowość i dawna gmina we Francji, w regionie Owernia-Rodan-Alpy, w departamencie Cantal. W 2013 roku populacja ówczesnej gminy wynosiła 328 mieszkańców. 
W dniu 1 stycznia 2019 roku z połączenia dwóch ówczesnych gmin – Calvinet oraz Mourjou – powstała nowa gmina Puycapel. Siedzibą gminy została miejscowość Calvinet. 